# 瀬木野駅
瀬木野駅（せぎのえき）は、石川県石川郡鳥越村字瀬木野（現・白山市瀬木野町）にかつてあった、北陸鉄道金名線の駅（廃駅）である。

## 歴史

### 年表
- 1926年（大正15年）2月1日：金名鉄道の白山下 - 加賀広瀬（後の広瀬）間開通に伴い開業。
- 1943年（昭和18年）10月13日：北陸鉄道への合併により同社金名線の駅となる。
- 1984年（昭和59年）12月12日：手取川橋梁が危険な状態となったことにより、加賀一の宮 - 白山下間の金名線全線が休止、それにより当駅も休止。
- 1987年（昭和62年）4月29日：金名線は営業再開することなく全線廃止、それにより廃駅。

### まぼろしの「手取福岡駅」
『河内村史　上巻』（1981年発行）によると、当駅より広瀬側に400 mほど離れたところに「手取福岡駅」を作るという計画があった。
1953年（昭和28年）ごろ、河内村福岡の人たちにとって唯一の交通機関は金名線であった。しかし乗車するためには、区から1 km離れた福岡第1発電所裏から線路巡視用に架けられたつり橋を渡り、田んぼ道を通って県道に出て、さらに400 mほど上って当駅につくという按配で、20 - 30分かかった。せめて県道の出途あたりに停留所ができないか、と当時の福岡区長が北陸鉄道に働きかけたところ会社側も快く受け入れ、手回しよく駅舎もできないうちにもう切符には「手取福岡」と記された。ところが、肝心の駅敷地の提供を瀬木野区が拒んだ（手取福岡駅ができると乗客の大半を同駅に取られ、当駅が廃止されるという恐れから）ため、この計画は破談になった。その後、服部駅と福岡橋ができ、所要時間も10分と大幅短縮された。

## 駅構造
単式ホーム1面1線を有し、ホーム上に小さな待合室を併設した無人駅であった。

## 利用状況
1984年（昭和59年）当時の乗降客数は、一日平均39人であった。

## 跡地
手取キャニオンロード瀬木野休憩所となっている。

## 隣の駅
北陸鉄道
金名線
広瀬駅 - 瀬木野駅 - 服部駅